# خورخه سانچس
خورخه سانچس (اسپانیایی: Jorge Sánchez‎؛ زادهٔ ۱۰ دسامبر ۱۹۹۷) بازیکن فوتبال اهل مکزیک است که به صورت قرضی برای باشگاه پورتو بازی می‌کند.

وی همچنین در تیم‌های ملی فوتبال زیر ۲۳ سال مکزیک و مکزیک بازی کرده‌است.